# 9-я бригада морской пехоты Черноморского флота
9-я бригада морской пехоты Черноморского флота, 9-я бригада морской пехоты ЧФ, 9-я БрМП — воинское соединение морской пехоты Черноморского флота ВМФ СССР созданное в начальный этап Великой Отечественной войне. Имела три формирования. В связи с критическим положением бросалась командованием на самые тяжелые участки фронта. Несмотря на высокий боевой дух моряков, не имея минимальной пехотной подготовки и слаживания, не полностью оснащённая артиллерией и транспортом, трижды была разбита и впоследствии расформирована.

## История

### 1-е формирование,Крымская оборонительная операция
В городе Керчь с 10-го по 30 сентября 1941 года на основе личного состава Керченской военно-морской базы была сформирована 9-я бригада морской пехоты численностью 4500 человек. Формирование велось 20 сентября 1941 года по приказу Народного комиссара ВМФ по штату четырёхбатальонной бригады морской пехоты (штатная численность 4200 человек). Командиром был назначен полковник Н. В. Благовещенский. Офицерский состав — кадровый из частей ЧФ, Керченской военно-морской базы и частей морской пограничной охраны НКВД. Печатным органом бригады была газета «Защитник Родины».
К 20 октября 1941 года бригада была задействована для противодесантной обороны Керчи и имела четыре батальонных опорных пункта: 2-й батальон на Булганакском рубеже, 1-й батальон позади 2-го батальона, 3-й батальон на Багеровском направлении, 4-й батальон в районе Камыш-Буруна и береговой батареи N29. Для прикрытия батарей береговой обороны N127 и 128 от десантов и атак противника, на Арабатскую стрелку были направлены 1-я и 2-я роты 1-го батальона. 28 октября 1941 эти роты были отведены обратно в расположение 1-го батальона. 1-я рота, прикрывавшая 128-ю батарею 100-мм орудий в районе крепости Ак-Монай, отошла без потерь. 2-я рота в боях с румынскими войсками в районе Генической горки потеряла до 50 % личного состава.
После прорыва немцев в Крым 29 октября 1941 года бригада была переброшена на Ак-Монайский перешеек и 9 ноября 1941 года вступила там в бой с немецкими войсками. По оценке командующего 51-й армии генерал-лейтенанта П. И. Батова, в боях за Керченский полуостров и Керчь бригада оказалось самой боеспособной частью армии. Однако генерал Батов крайне нерационально использовал возможности этой бригады. Он раздробил её побатальонно и включил батальоны в состав 106-й, 156-й, 320-й стрелковых дивизий.
 В 7 часов утра 4 ноября 1941 1-й батальон в составе 720 человек вместе с 76-мм батареей выдвигался в район Ак-Монайского рубежа по железной дороге, с разгрузкой на станции Семь колодезей. Батальон передислоцировался к 12 часам 4 ноября 1941 года и поступил в оперативное подчинение командира 106-й стрелковой дивизии полковника А. Н. Первушина. Батальон действовал не единым подразделением, а был разделен поротно и придан полкам дивизии. Дивизия на рубеже закрепиться не смогла. К исходу дня 5 ноября 1941 батальон вернулся в расположение бригады в составе 170 человек при двух 76-мм орудиях. В ходе отхода частей 51-й армии, бригаде было придано усиление из состава отступающих частей: одна счетверенная зенитная пулеметная установка на грузовике, шесть танкеток Т-38 из состава разведбата 106-й стрелковой дивизии, 6 станковых и 12 ручных пулеметов.
В результате боев в районе Керчи бригада потеряла около 70 % личного состава (из них 63 % пропавшими без вести) и всю артиллерию. Остатки бригады (всего 1775 человек) 18 ноября 1941 года были сосредоточены в районе станицы Тамань. 19 ноября 1941 они пешим маршем были переброшены в Туапсе для отправки в Севастополь. Для посадки на корабли были переброшены только стрелковые части. Штаб, тылы и управление бригады остались в распоряжении командующего Керченской военно-морской базы. Для погрузки в Туапсе прибыло 1360 человек из состава бригады под командованием капитана К. И. Подчашинского, и 218 человек личного состава 120-го и 72-го дивизионов береговой артиллерии под командованием майора В. Ф. Моздалевского. В Туапсе личный состав бригады был загружен на борт лидера «Харьков». Личный состав бригады был сведен на время переброски в один батальон, командир капитан Г. К. Бузинов, начальник штаба капитан  Л. П. Головин.
Проявленный героизм личного состава бригады не привел к удержанию Керченского полуострова и Керчи. Сама бригада в боях 9-16 ноября 1941 года понесла настолько тяжелые потери, что после оставления Керчи от неё остались только два батальона, которые 19 ноября 1941 года доставили в Севастополь, где 20 ноября первый, командир Л. П. Головин, был включен в состав 8-й бригады морской пехоты, второй, командир капитан К. И. Подчашинский, был включен в состав 7-й бригады морской пехоты, акт передачи подписан Е. И. Жидиловым 27 ноября 1941.

### 2-е формирование,Керченско-Феодосийская десантная операция
Управлению 9-й бригады морской пехоты 25 ноября 1941 была поставлена задача сформировать бригаду заново, на базе высвободившегося после потери Керчи личного состава Керченской военно-морской базы, а также рядового личного состава и командиров ЧФ, выписанных из госпиталей. Из состава бойцов КВМБ были сформированы 1-й и 2-й батальоны бригады, численностью по 750 человек, без тяжелого вооружения. 6 декабря 1941 года от командования ЧФ был получен приказ, о сокращении численного состава 1-го и 2-го батальонов до 300 человек в каждом (10 ударных групп по 30 человек). Высвободившийся состав был передан в отдельный батальон морской пехоты Азовской флотилии и отдельный батальон морской пехоты Керченской ВМБ.
В 1-й (командир старший лейтенант А. Ф. Айдинов, военком Л. Ф. Пономарев) и 2-й батальоны (командир старший лейтенант  А. М. Шерман, военком политрук Шойхетман) 9-й бригады морской пехоты были отобраны бойцы и командиры морской пехоты, имеющие хорошую физическую подготовку и здоровье, ранее принимавшие участие в боевых действиях в Одессе, Керчи, Севастополе. Готовилась Керченско-Феодосийская десантная операция. Задачей 1-го батальона являлась высадка в Феодосийском порту, второй батальон готовился для высадки отдельного десанта в районе Коктебеля. Вместе с частью личного состава, в состав Керченской военно-морской базы, убыл и военком 9-й бригады полковой комиссар Ф. В. Монастырский, который стал военкомом КВМБ. Его сменил полковой комиссар В. М. Покачалов. В связи с тем, что десант в Коктебель по силам и средствам был высажен в очень сокращенном варианте, обе десантные группы были высажены в Феодосийском порту.
9-я бригада была доформирована в районе города Новороссийска с 17-го по 27 декабря 1941 года на основе личного состава Новороссийской военно-морской базы. Уже 26 декабря 1941 года началась Керченско-Феодосийская десантная операция. В ходе высадки на Керченском полуострове 51-й армии в конце декабря 1941 года бригада понесла очень тяжелые потери. Личный состав батальона морской пехоты Керченской ВМБ, костяк которого составляли так же моряки 9-й бригады морпехоты, составил первую волну Керченского десанта. В состав 9-й бригады эти части не вернулись. Потеряв до 70 % личного состава, остатки этих частей были позднее включены в состав 83-й отдельной морской стрелковой бригады.
Кроме высадки на Керченском полуострове, часть личного состава 9-й бригады морской пехоты в количестве трехсот человек была в это же время сведена в состав 1-го Особого десантного отряда ЧФ под командованием старшего лейтенанта Аркадия Федоровича Айдинова в оперативном подчинении 44-й армии. Отряд первым высадился в Феодосийском порту, расчистив дорогу для высадки главных сил феодосийского десанта. Моряки штурмового отряда заняли причалы и мол, установили навигационные огни и обеспечили проход в бухту эсминцев и самоходных десантных судов. После освобождения Феодосии он был назначен комендантом города. Подвиг воинов десантников 1-го Десантного отряда под командованием товарища Айдинова был отмечен 30 декабря 1941 года специальным приказом Верховного Главнокомандующего И. В. Сталина. Из-за потерь февраля-марта 1942 года от 9-й бригады снова остался один штаб.

### 3-е формирование,Оборона Севастополя
С января по апрель 1942 9-я бригада морской пехоты формируется заново в Новороссийске, за счет личного состава ЧФ. Комплектование производилось, в основном, за счет раненных воевавших в Керчи и Севастополе после выписки из госпиталей (до 70 % личного состава). В связи с затишьем в Севастополе к апрелю 1942 года поток выздоравливающих сильно упал. Полностью укомплектовать бригаду личным составом и вооружением в Новороссийске не удалось. Бригада была переведена в Батуми и доукомплектована за счет Батумского укрепрайона, которым к тому времени, командовал бывший командир 8-й бригады морпехоты 1-го формирования, полковник В. Л. Вильшанский. К этому моменту в составе бригады насчитывалось 2487 человек (из них, около 1800 бывшие «севастопольцы», 273 «керчане», 78 «одесситы», остальные добровольцы-моряки с кораблей). Легкое стрелковое вооружение 98 %, тяжелое вооружение на этом этапе отсутствовало. Постепенно было набрано 3017 человек. На вооружении бригада имела 1217 винтовок и автоматов, 27 станковых пулеметов, 16 минометов, 17 противотанковых пушек калибра 45 мм, восемь пушек калибра 76 мм и восемь гаубиц калибра 122 мм. С 7 апреля по 27 мая 1942 бригада была укомплектована до полного штата. Общая её численность составила 4278 человек. В составе бригады числилось четыре стрелковых батальона, артиллерийский, минометный дивизион, разведрота, взвод ПВО, ряд специальных подразделений. На крейсере «Ворошилов», эсминцах «Сообразительный» и «Свободный» бригада была 27 мая 1942 года доставлена в Севастополь в сокращенном составе (без тылов и ряда специальных подразделений). Всего в Севастополь прибыло 3017 человек, при восьми 122-мм, восьми 76-мм и семнадцати 45-мм орудиях для участия в отражении предстоящего третьего штурма города немецко-румынскими войсками.
По прибытии в Севастополь в 1 час 28 мая 1942 года бригада поступила в распоряжение коменданта береговой обороны Севастополя, генерал-майора береговой службы П. А. Моргунова. Сразу по прибытии в Севастополь 1-й батальон бригады под командой майора Никульшина был развёрнут на мысе Херсонес, а также в районе бухт Казачья и Камышовая для противодесантной обороны. 4-й батальон был расположен в районе Юхариной балки, 3-й батальон и штаб бригады в районе Молочной фермы. 2-й батальон занял район прикрытия эвакуации («линия Камьеж» линия франко-турецких укреплений времен Крымской войны).
В ходе немецких бомбардировок, 1, 2 и 4-й батальоны потеряли до 20 человек каждый. 15-го июня 1942 приказом И. Е. Петрова, 1-й и 3-й батальоны были выдвинуты в район высоты Карагач и развилки Ялтинского и Балаклавского шоссе. Части поддерживала батарея 76-мм орудий (1-й батальон) и две батареи 120-мм минометов (3-й батальон). 18 июня 1942 года в связи со сложной ситуацией на этом участке, в помощь 1-му и 3-му батальонам был выдвинут и 2-й батальон бригады. К этому моменту потери 1-го и 3-го батальонов составляли около 400 человек. 19 июня 1942 года было принято решение отбить высоту 74.0 (6-й турецкий редут, в районе памятника Киевским гусарам). Высота находилась в полосе обороны 7-й бригады морской пехоты, однако задача была поставлена её правому соседу — 9-й бригаде. В атаку из состава 1-го батальона была выделена 2-я рота старшего лейтенанта Королева. В бою 20 июня 1942 была отбита северная вершина двойной высоты с высотной отметкой, но в связи с сильным огнем противника, наступление было приостановлено. Погибло 60 % личного состава роты, был убит командир и два командира взводов. Под огневым воздействием противника остатки роты отошли на обратные скаты высоты.
В связи с тем, что противник 25 июня 1942 года атаковал стык 7-й бригады и 1-го батальона 9-й бригады, И. Е. Петров отдал приказ о введении в бой 4-го батальона 9-й бригады. Батальон, двигаясь из Юхариной балки, в дневное время и без зенитного прикрытия, потерял около 400 человек (50 % личного состава), командир батальона майор Линник был ранен в обе ноги. Несмотря ни на что, батальон вышел на указанный рубеж и занял оборону. До 29 июня 1942 года бригада свои позиции удержала, однако в связи с тем, что командование СОР, прикрывая свою эвакуацию сняло с позиций 388-ю стрелковую дивизию, а 7-я бригада морпехоты не удержала свои позиции, в оборонительной линии возникли бреши. Возникла угроза расчленения подразделений бригады и их окружения. 3-й батальон вместе с минометчиками бригады оказался оттеснен и окружен в районе высоты Горная, и начал отход к Георгиевскому монастырю, где вместе с остатками 109-й стрелковой дивизии был прижат к берегу моря. Остатки 4-го батальона оказались оттеснены к 7-й бригаде морской пехоты, и начали отход с её остатками в район Максимовой дачи, дальнейшая судьба батальона неясна. Остальные части бригады были вынуждены начать отход со скатов высоты Карагач. Остатки 1-го, 2-го батальонов бригады и артдивизиона закрепились в районе развилки Ялтинского и Балаклавского шоссе, не имея соседей ни слева, ни справа. Дождавшись темноты остатки 1-го и 2-го батальонов, численностью около 200 человек, под командованием майор Никульшина начали отход к мысу Херсонес. Штаб бригады отошел сначала к молочной ферме, затем на мыс Херсонес.
Командир бригады полковник Н. В. Благовещенский в отчете от 4-го июля 1942 года в Новороссийске писал: «На рассвете 30 июня противник до полка с танками повел наступление вдоль северных скатов Карагачских высот, одновременно обходя левый фланг 4-го батальона в районе Хомутовой балки. Прорвавшись на фронте хутора Максимовича — высота 101,6 противник повел наступление на рубеже высота 114,4 и 113,7 с северного направления, зайдя в тыл 2-го батальона, расположенного вдоль Балаклавского шоссе. 2-й батальон, вырываясь из окружения, с боем начал отход на юго-запад к 109-й стрелковой дивизии. С 08.00 связь со всеми батальонами проводная и по радио была потеряна. Оба батальона понесли огромные потери и начали отход в направлении Юхариной балки. К 11.00 противник передовыми частями стал подходить к рубежу Кальфа. Поддерживающий бригаду 953-й артполк расстрелял пехоту и танки противника и в связи с отсутствием боеприпасов подрывал матчасть. В 13.00 мой КП, находившийся в штольне Юхариной балки, был обойден с двух сторон. Не имея прикрытия, отошел к Молочной ферме. Связь между батальонами не была восстановлена, и только в 22.00 в районе 35-й береговой батареи мною была обнаружена группа командира батальона т. Никульшина».
Командование бригады было оставлено в распоряжении командира 109 СД П. Г. Новикова. Командир бригады эвакуировался на катере «МО-140» в Новороссийск. Полковой комиссар В. М. Покачалов попал в плен, но бежал, и перешел линию фронта под Ростовом в марте 1943 года. Майор В. В. Никульшин с 11-ю бойцами на весельном яле пересек Чёрное море, и вышел к турецким берегам. Судьба остальных командиров батальонов неизвестна.
В ходе боев за Севастополь, в период третьего штурма, 9-я БрМП к 1 июля 1942 года прекратила свое существование, была расформирована 14 или 15 июля 1942 года и более не восстанавливалась.
Период нахождения бригады в составе действующей армии:  9 сентября 1941 — 14 июля 1942. Подчинение Черноморский флот 10.09.1941 — 15.07.1942

## Оперативное подчинение
| Дата                    | Фронт (округ)           | Армия                  | Корпус (группа) | Примечания |
| ----------------------- | ----------------------- | ---------------------- | --------------- | ---------- |
| 10.09.1941 — 20.11.1941 | Войска Крыма            | 51-я армия             | -               | -          |
| 17.12.1941— 04.1942     | Закавказский фронт      | 44-я армия, 51-я армия | -               | -          |
| 27.05.1942 — 17.07.1942 | Северо-Кавказский фронт | Приморская армия       |                 |            |

## Состав
1 формирование
- управление бригады[2][6]:
- 1-й стрелковый батальон
- 2-й стрелковый батальон
- 3-й стрелковый батальон
- 4-й стрелковый батальон
- Артиллерийский дивизион 3 батарейный
- Рота связи
- Разведрота

3 формирование:
- управление бригады
- 1-й стрелковый батальон
- 2-й стрелковый батальон
- 3-й стрелковый батальон
- 4-й стрелковый батальон возможно, доформирован из пополнений
- Артиллерийский дивизион
- Миномётный дивизион
- Пулемётная рота

## Командиры
Командный состав 1-го формирования:
- Командир бригады полковник Благовещенский Николай Васильевич
- Начальник штаба майор Егоров Александр Иванович[7]
- Военком полковой комиссар Монастырский Фёдор Васильевич
- Начальник политотдела полковой комиссар Дубенко Федор Федорович[8]
- Командир 1-го батальона капитан Бузинов, Константин Григорьевич[9]
- Командир 2-го батальона капитан Подчашинский К. И.
- ВрИД командира 4-го батальона капитан Головин Л. П. (прибыл из 8-й бригады)[10]
- ВрИД командира 3-го батальона ст. л-т Владимирский
- Командир артдивизиона майор Неймарк Юлий Исаакович[11]

Командный состав 3-го формирования:
- Командир бригады полковник Благовещенский Николай Васильевич
- Военком полковой комиссар Покачалов В. М.[12]
- Начальник 1-й части штаба старший лейтенант Чернаков, Иван Павлович[13]
- Начальник 2-й части штаба капитан Юрченко, Андрей Алексеевич[14]
- Начальник 4-й части штаба капитан Гуленко, Иван Федосеевич[15]
- Начальник 5-й части штаба капитан Радионов, Анатолий Лукич[16]

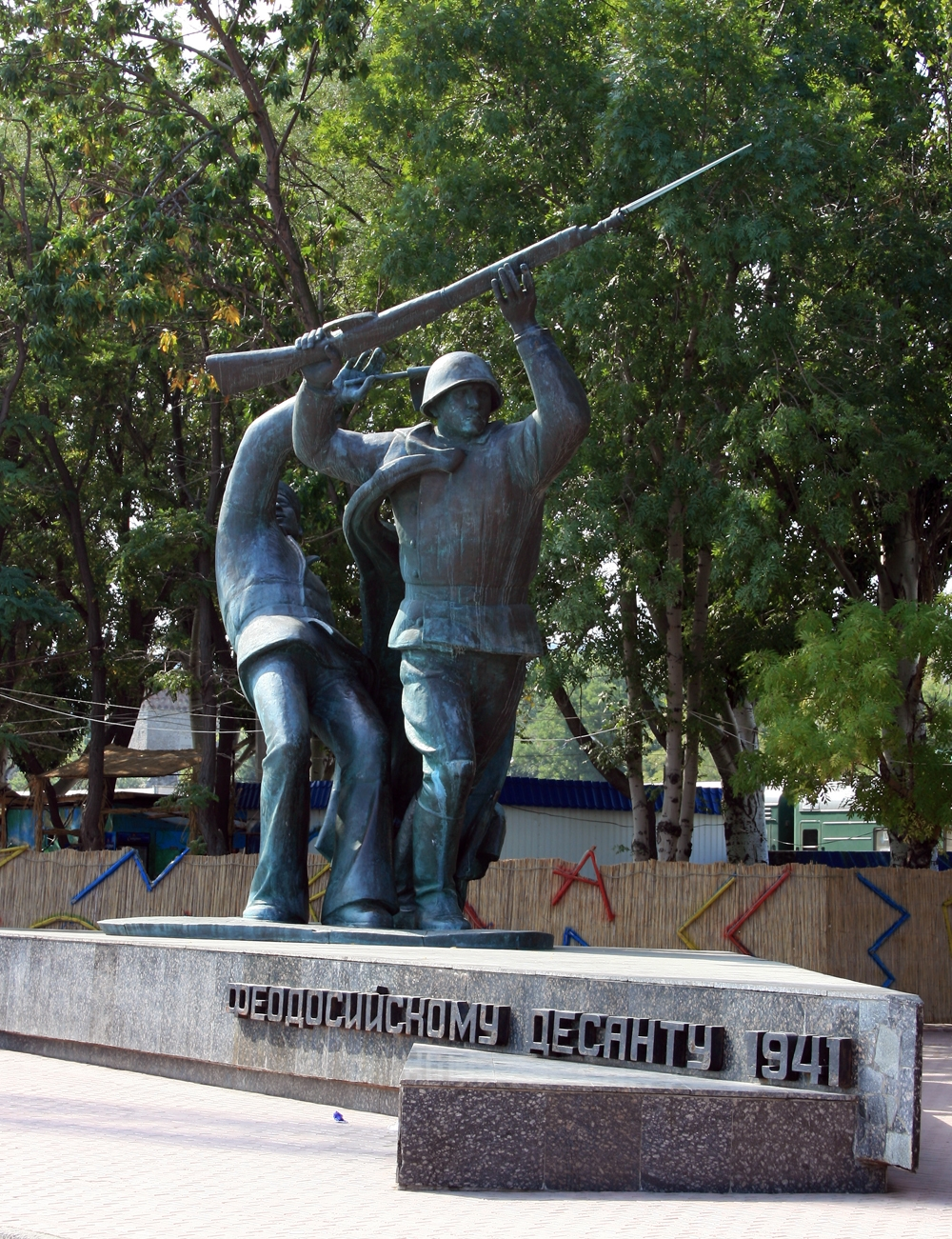
Памятник участникам Керченско-Феодосийского десанта в Феодосии. Скульптор В. Клоков (в соавт.)

- Начальник боепитания штаба бригады майор Кузьмин, Ананий Прохорович[17]
- Начальник технической части капитан Краснопевков, Василий Алексеевич[18]
- Начальник химической службы старший лейтенант Денисов, Митрофан Фёдорович
- Начальник финчасти техник-интендант 2 ранга Запорожец, Дмитрий Филиппович
- Начальник продснабжения техник-интендант 1 ранга Семельгор, Герш Шмулевич, техник-интендант 2 ранга Раскин, Яков Львович
- Начальник особого отдела батальонный комиссар Беседин, Николай Михайлович
- Военный прокурор капитан юстиции Батырев, Фёдор Акимович[19]
- Командир 1-го батальона майор Никульшин В. В.[20]
- Командир 2-го батальона майор Пименов, Андрей Самойлович[21]; интендант 3-го ранга Кочетов[22]
- Командир 3-го батальона майор Панасюк
- Начальник штаба 3-го батальона капитан Илюхин, Григорий Иванович[23]
- Командир 4-го батальона майор Линник, Фёдор Иудович[24]
- Командир роты связи капитан Шахназаров, Юсуф Абдулсаламович[25]

## Память
- Памятник Керченско-Феодосийскому десанту был торжественно открыт в Феодосии рядом с морским портом в мае 1994 года ко Дню Великой Победы, скульпторы В. Клоков и Н. П. Рапай. Его установили на Набережной Десантников — там, где раньше располагался другой памятник — корабельное орудие калибра 37 мм, стоявшее на набережной с 1966 года.  Объект культурного наследия народов РФ регионального значения. Рег. № 911710934980005 (ЕГРОКН)
- Памятник  Морякам 9-й бригады морской пехоты Черноморского флота был установлен на подступах к Керчи, Ленинский район, автодорога А-291, 10-й километр.